# 赖滕布赫
赖滕布赫是德国巴伐利亚州的一个市镇。总面积38.23平方公里，总人口1139人，其中男性604人，女性535人（2011年12月31日），人口密度30人/平方公里。